# Santa Maria (Califòrnia)
Santa Maria és una població dels Estats Units a l'estat de Califòrnia. Segons el cens del 2007, tenia 111.972 habitants.

## Demografia
Segons el cens del 2000, Santa Maria tenia 77.423 habitants, 22.146 habitatges, i 16.653 famílies. La densitat de població era de 1.546,5 habitants/km².
Dels 22.146 habitatges en un 42,3% hi vivien nens de menys de 18 anys, en un 56,4% hi vivien parelles casades, en un 13,3% dones solteres, i en un 24,8% no eren unitats familiars. En el 20% dels habitatges hi vivien persones soles el 9,3% de les quals corresponia a persones de 65 anys o més que vivien soles. El nombre mitjà de persones vivint en cada habitatge era de 3,4 i el nombre mitjà de persones que vivien en cada família era de 3,85.
Per edats, la població es repartia de la següent manera: un 31,6% tenia menys de 18 anys, un 11,6% entre 18 i 24, un 29,5% entre 25 i 44, un 15,9% de 45 a 60 i un 11,3% 65 anys o més.
L'edat mitjana era de 29 anys. Per cada 100 dones de 18 o més anys hi havia 101,6 homes.
La renda mitjana per habitatge era de 36.541 $ i per família de 39.277 $. Els homes tenien una renda mitjana de 28.700 $ mentre que les dones el tenien de 22.364 $. La renda per capita de la població era de 13.780 $. Entorn del 15,5% de les famílies i el 19,7% de la població estaven per davall del llindar de pobresa.

## Poblacions més properes
El següent diagrama mostra les poblacions més properes.